# Mångsporig gyalidea
Mångsporig gyalidea (Gyalidea polyspora) är en lavart som beskrevs av R. Sant. Mångsporig gyalidea ingår i släktet Gyalidea och familjen Gomphillaceae.  Arten är reproducerande i Sverige. Inga underarter finns listade i Catalogue of Life.